# Сузунський район
Сузунський район — муніципальне утворення в Новосибірській області Росії.
Адміністративний центр — робітниче селище Сузун.

## Географія
Район розташований на південному сході Новосибірської області. Межує з Ординським, Іскітимським і Черепановським районами Новосибірської області, а також Алтайським краєм.
По території району протікає річка Об. Територія району за даними на 2008 рік — 474,6 тис. га (2,7 % території області), у тому числі сільгоспугіддя — 285,3 тис. га (60,1 % всієї площі району).

## Історія
Район утворений в 1925 році в складі Каменського округу Сибірського краю, з 1930 року в складі Західно Сибірського краю. 2 березня 1932 Сузунський і Битковський райони були об'єднані в один Лушниківський район з райцентром в селищі Лушники, а вже 10 грудня того ж року знову відновлений Сузунський район з центром у селі Завод-Сузун. У 1937 район був включений до складу новоутвореної Новосибірської області.

## Населення
| 2002    | 2009    | 2010    | 2011    | 2012    | 2013    | 2014    |
| ------- | ------- | ------- | ------- | ------- | ------- | ------- |
| 34 917  | ↘33 681 | ↘33 510 | ↘32 579 | ↗32 600 | ↗32 669 | ↘32 636 |
| 2015    | 2016    | 2017    | 2018    | 2019    |         |         |
| ↘32 505 | ↘32 324 | ↘32 212 | ↗32 318 | ↘31 865 |         |         |